# Monumento Yount
O Monumento Yount é uma obra de arte pública do artista Brian Maughan. Ele está localizado em frente ao estádio Miller Park, a oeste do centro de Milwaukee, Wisconsin. A escultura retrata Robin Yount, membro da equipa de basebol Milwaukee Brewers, seguindo em frente depois de dar uma tacada num campo. A figura veste um uniforme estilo dos anos 1980 com calças justas, uma camisa de manga curta com botão na frente e um capacete. A escultura foi inaugurada em 5 de abril de 2001.